# Battaglia di Dry Wood Creek
La battaglia di Dry Wood Creek è stata un episodio della guerra di secessione americana durante il quale la Guardia dello stato del Missouri sconfisse le forze nordiste costringendole ad abbandonare il Missouri sud-occidentale.

## Contesto
A seguito della vittoria ottenuta nella battaglia di Wilson's Creek il maggiore generale sudista Sterling Price e i suoi uomini della Guardia dello stato del Missouri occuparono Springfield. Da lì Price, alla testa di circa 6 000 reclute male equipaggiate, avanzò alla volta di Fort Scott.
Il colonnello e senatore “Jayhawker” James H. Lane, al comando di un battaglione di 600 uomini della cavalleria nordista partì da Fort Scott per intercettare Price prima che arrivasse in città.

## La battaglia
Il battaglione di Lane incontrò le forze sudiste nei pressi di Dry Wood Creek, a circa 12 miglia da Fort Scott. Lane colse di sorpresa i confederati che però, essendo nettamente superiori dal punto di vista numerico, costrinsero la cavalleria nordista a tornare a Fort Scott.